# Kruyskamp-prijs
De Kruyskamp-prijs is een in 1994 ingestelde driejaarlijkse prijs voor een in druk verschenen specialistisch dan wel voor een breder publiek bestemd werk op het gebied van de Nederlandse lexicografie, de Nederlandse lexicologie of de editie en annotatie van oude Nederlandse teksten. De hoogte van de prijs wordt eens in de drie jaar vastgesteld door het bestuur van de Maatschappij der Nederlandse Letterkunde te Leiden, op grond van de opbrengst van het door schenking verkregen Kruyskamp-fonds, en bedraagt zo mogelijk ten minste 2.500 euro.
De prijs is genoemd naar de lexicograaf dr. Cornelis Kruyskamp (1911-1990), tientallen jaren redacteur van het Woordenboek der Nederlandsche Taal en van Van Dale Groot woordenboek van de Nederlandse taal.
De toekenning geschiedt door het bestuur van de Maatschappij op voordracht van een door het bestuur te benoemen Commissie van voordracht. Het te bekronen werk moet voor het eerst in druk zijn verschenen in boek of tijdschrift in de zes jaar voorafgaande aan het jaar waarin de prijs wordt verleend.

## Prijswinnaars
- 1994 – F.M.W. Claes
- 1997 – Willem Wilmink en W.P. Gerritsen
- 2000 – Hans Luijten
- 2003 – Marc De Coster
- 2006 – Wim Hüsken
- 2009 – Frans Debrabandere
- 2012 – Veerle Fraeters, Frank Willaert en Louis Peter Grijp
- 2015 – Heidi Aalbrecht en Pyter Wagenaar
- 2018 - Herman Brinkman en Ike de Loos (uitgave Gruuthuse-handschrift)
- 2021 - Paul Van Hauwermeiren voor zijn driedelige werk Bargoens.  Vijf eeuwen geheimtaal van randgroepen in de Lage Landen
- 2024 - Amand Berteloot voor de digitale uitgave van de Karelroman  Ogier van Denemerken